# Agonita tayabasenis
Agonita tayabasenis is een keversoort uit de familie bladkevers (Chrysomelidae). De wetenschappelijke naam van de soort werd in 1931 gepubliceerd door Uhmann.